# Anna Dalassena
Anna Dalassena (ur. ok. 1030, zm. ok. 1101/1102) – córka żołnierza i namiestnika rzymskiego w Italii Aleksego Charona i matki z rodu Dalassenów, nazywana matką Komnenów.

## Życiorys
Anna Dalassena wywodziła się po matce ze znakomitego rodu, z którego pochodziło wielu dygnitarzy zajmujących w Italii wysokie stanowiska państwowe. Około 1044 wyszła za mąż za Jana Komnena, z którym miała ośmioro dzieci: Manuela, Izaaka, Aleksego (cesarza bizantyńskiego), Adriana, Nicefora, Marię, Eudoksję i Teodorę.
Anna była kobietą o wielkich ambicjach i talentach politycznych. Gdy jej szwagier, Izaak I Komnen zrezygnował z tronu cesarskiego, przeciwstawiła się mężowi, który nie chciał przejąć władzy po bracie. Po śmierci Jana Komnena stała się głową rodu Komnenów. Zajęła się wychowaniem nieletnich dzieci, angażując nauczycieli i duchownych opiekunów dla synów. Zaaranżowała korzystne dla rodu Komnenów związki małżeńskie swoich córek.
Aktywnie uczestniczyła w zamachu stanu na przełomie marca i kwietnia 1081, w czasie którego syn Anny Aleksy Komnen otrzymał tytuł cesarza. Po objęciu władzy Aleksy mianował matkę współwładczynią Cesarstwa. W latach 1081–1095 podczas częstych nieobecności syna pełniła faktyczną władzę w państwie. Pod koniec życia Dalassena odsunęła się od dworu i udała się do założonego przez siebie klasztoru pod wezwaniem Chrystusa Pantepoptesa.